# Гейлс-Корнерс (Вісконсин)
Гейлс-Корнерс (англ. Hales Corners) — селище (англ. village) в США, в окрузі Мілвокі штату Вісконсин. Населення — 7720 осіб (2020).

## Географія
Гейлс-Корнерс розташований за координатами 42°56′28″ пн. ш. 88°2′58″ зх. д. / 42.94111° пн. ш. 88.04944° зх. д. (42.941233, -88.049449).  За даними Бюро перепису населення США в 2010 році селище мало площу 8,33 км², з яких 8,31 км² — суходіл та 0,02 км² — водойми.

## Демографія
Згідно з переписом 2010 року, у селищі мешкали 7692 особи в 3301 домогосподарстві у складі 2066 родин. Густота населення становила 923 особи/км².  Було 3505 помешкань (421/км²).
Расовий склад населення:
| - 94,7 % — білих - 1,7 % — азіатів - 1,0 % — чорних або афроамериканців - 0,5 % — корінних американців |

До двох чи більше рас належало 1,2 %. Частка іспаномовних становила 4,3 % від усіх жителів.
За віковим діапазоном населення розподілялося таким чином: 20,8 % — особи молодші 18 років, 60,7 % — особи у віці 18—64 років, 18,5 % — особи у віці 65 років та старші. Медіана віку мешканця становила 43,9 року. На 100 осіб жіночої статі у селищі припадало 91,0 чоловіків;  на 100 жінок у віці від 18 років та старших — 87,9 чоловіків також старших 18 років.
Середній дохід на одне домашнє господарство  становив 89 849 доларів США (медіана — 69 076), а середній дохід на одну сім'ю — 105 334 долари (медіана — 89 033). Медіана доходів становила 60 793 долари для чоловіків та 47 979 доларів для жінок. За межею бідності перебувало 5,9 % осіб, у тому числі 8,0 % дітей у віці до 18 років та 7,7 % осіб у віці 65 років та старших.
Цивільне працевлаштоване населення становило 4541 особа. Основні галузі зайнятості: освіта, охорона здоров'я та соціальна допомога — 25,8 %, виробництво — 15,0 %, роздрібна торгівля — 12,6 %, науковці, спеціалісти, менеджери — 12,4 %.